# Chinesischer Ingwer
Als Chinesischer Ingwer (Boesenbergia rotunda) wird eine Pflanzenart innerhalb der 
Familie der Ingwergewächse (Zingiberaceae) bezeichnet. Das Rhizom dient in China als Heilpflanze und auf der südostasiatischen Halbinsel als Gewürz; wegen seiner Form heißt das Gewürz auch Fingerwurz. Er ist einer von vier ingwerartigen Pflanzen, die gelegentlich als Galgant bezeichnet werden.

## Beschreibung

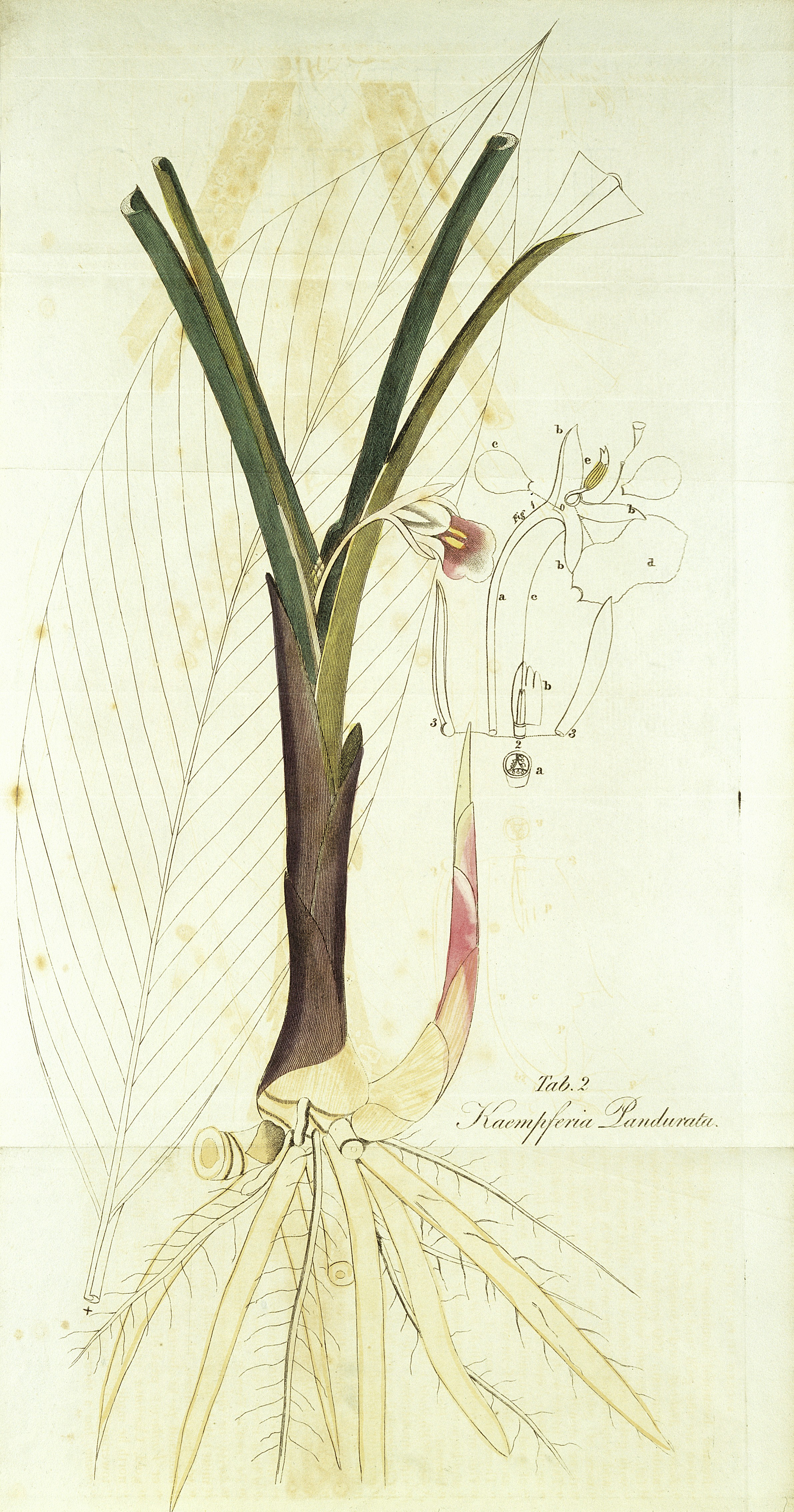
Illustration aus Indian Medicinal Plants and Drugs Wellcome

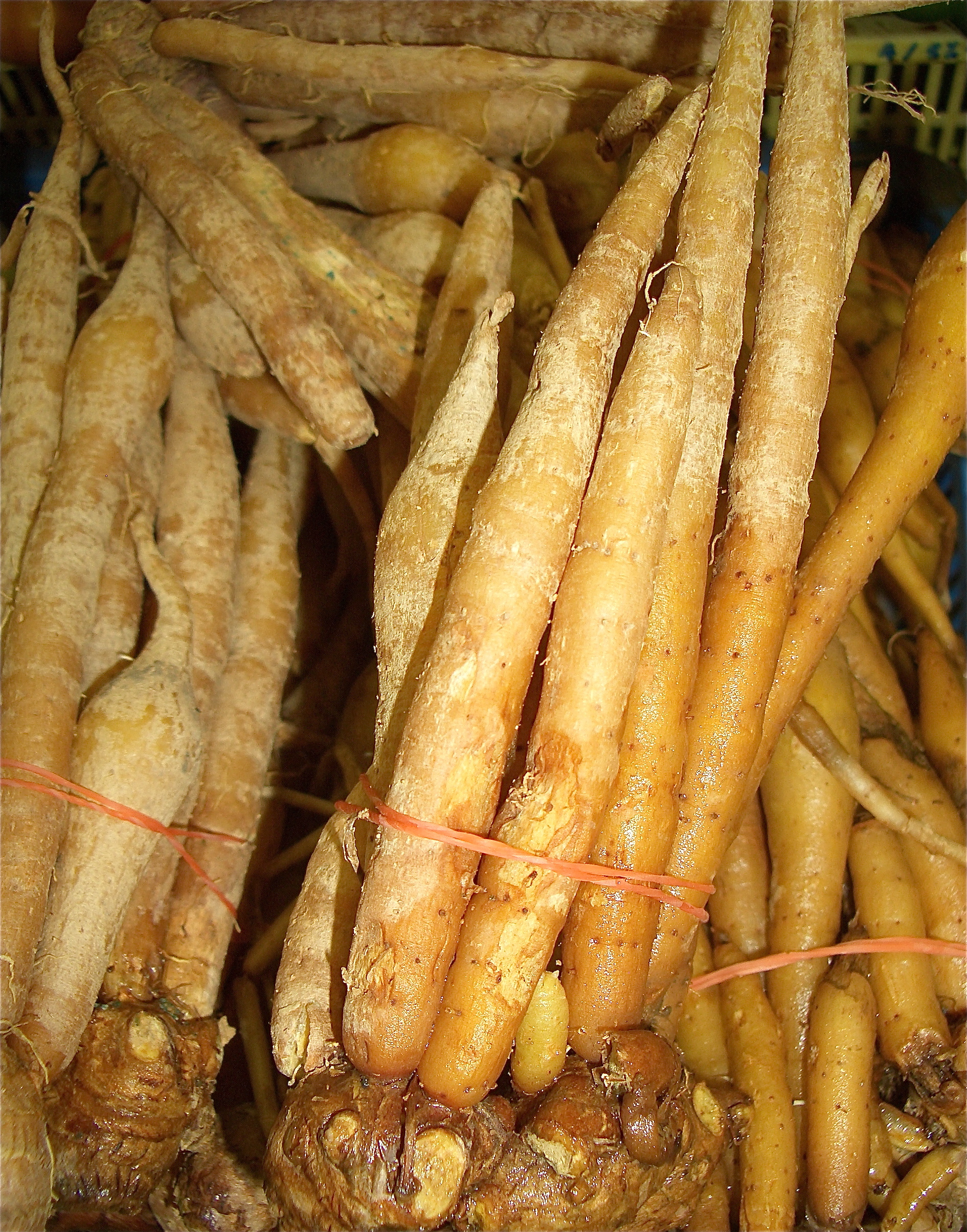
Rhizom

### Vegetative Merkmale
Boesenbergia rotunda ist eine ausdauernde krautige Pflanze, die Wuchshöhen von bis zu 50 Zentimeter erreicht. Es wird ein leuchtend gelbes Rhizom als Überdauerungsorgan gebildet, das eiförmig-rund geformt, sehr aromatisch und robust ist. Sie bildet drei bis vier Laubblätter aus, die in Blattscheide, Blattstiel und Blattspreite gegliedert sind. Der rinnenförmige Blattstiel ist 7 bis 16 Zentimeter lang. Die Blattscheide ist rot. Die Ligula ist zweispaltig und etwa fünf Millimeter lang. Die einfache Blattspreite ist bei einer Länge von 25 bis 50 Zentimetern sowie einer Breite von 7 bis 12 Zentimetern eiförmig-gestreckt oder elliptisch-lanzettlich mit gerundeter bis keilförmiger Spreitenbasis und zugespitztem oberen Ende. Die Laubblätter sind bis auf einige wenige Trichome an der Mittelader der Blattunterseite kahl.

### Generative Merkmale
Die Blütezeit reicht in China von Juli bis August. Die Blütenstände stehen endständig an 3 bis 7 Zentimeter langen Scheinstämmen, die aus fast aufsitzend in den Blattscheiden bestehen. Die Tragblätter sind bei einer Länge von 4 bis 5 Zentimetern lanzettlich.
Die duftenden, zwittrigen Blüten sind zygomorph und dreizählig. Der Kelch ist mit einer Länge von 1,5 bis 2 Zentimetern zweispaltig. Die rosafarbene Krone besteht aus einer 4,5 bis 5,5 Zentimeter langen Kronröhre ist und 1,5 bis 2 Zentimeter langen, längliche Kronlappen. Die seitlichen Staminodien sind hell-rosafarben und bei einer Länge von etwa 1,5 Zentimetern verkehrt-eiförmig. Das 2,5 bis 3,5 Zentimeter große Labellum ist weiß oder rosafarben mit violetten Streifen, geigenförmig, konkav, am Rand leicht gekräuselt, zur Spitze hin ganzrandig. Die Staubfäden sind mit einer Länge von 1 bis 3 Millimetern relativ kurz und die konnektiven Anhänge sind zurückgebogen, zweispaltig.
Die Chromosomenzahl beträgt 2n = 36.

## Vorkommen
Boesenbergia rotunda ist in Indien, Indonesien, Malaysia und Sri Lanka verbreitet und gedeiht in China ursprünglich nur im Xishuangbanna Dai Zu Zizhizhou im südlichen Yunnan in dichten Wäldern in Höhenlagen von etwa 1000 Metern. Der Chinesische Ingwer wird im gesamten Indo-Chinesischen Raum kultiviert.

## Taxonomie
Die Erstveröffentlichung erfolgte 1753 unter dem Namen (Basionym) Curcuma rotunda durch Carl von Linné in Species Plantarum, S. 2. Die Neukombination zu Boesenbergia rotunda (L.) Mansf. wurde 1958 durch Rudolf Mansfeld in Kulturpflanze, Band 6, S. 239 veröffentlicht. Weitere Synonyme für Boesenbergia rotunda (L.) Mansf. sind: Boesenbergia pandurata (Roxb.) Schltr., Boesenbergia cochinchinensis (Gagnep.) Loes., Gastrochilus rotundus (L.) Alston, Gastrochilus panduratus (Roxb.) Ridl., Kaempferia pandurata Roxb., Kaempferia cochinchinensis Gagnep., Kaempferia ovata Roscoe.

## Verwendung
In der Küche Thailands wird chinesischer Ingwer besonders viel verwendet. Unter dem Namen krachai (กระชาย) wird das frische Rhizom zusammen mit anderen Gewürzen zu einer Paste vermahlen oder in Form dünner Scheiben in Schmorgerichten mitgekocht.

## Gefährdung und Schutzmaßnahmen
Boesenbergia rotunda wird in ihrer Kultur- als auch in ihrer Wildform intensiv genutzt. Da dies bisher nur kleine Auswirkungen auf den Wildbestand dieser Art hat und sie auch in Schutzgebieten vorkommt, wird sie seit 2009 von der IUCN als „Least Concern“ = „gering gefährdet“ bewertet.